# Fridrich IV. Norimberský
Fridrich IV. Norimberský (1287 – 19. května 1332) byl norimberský purkrabí z rodu Hohenzollernů.

## Život
Narodil se jako syn Fridricha III. Norimberského a jeho manželky Heleny Saské kolem roku 1287. Norimberským purkrabím se stal ve dvanácti letech 15. března 1300 po smrti svého staršího bratra Jana I. V říši měl Fridrich velmi významné postavení. Roku 1303 se oženil s Markétou, dcerou Albrechta II. Gorického. V roce 1307 z pověření římskoněmeckého krále Albrechta I. Habsburského vedl říšské vojsko ve válce o Míšeňsko proti Wettinům. Utrpěl však zdrcující porážku v bitvě u Lucky. Roku 1310 se zúčastnil úspěšného tažení Jana Lucemburského za českým trůnem. Byl totiž spojencem Janova otce římského císaře Jindřicha VII.
Po smrti Jindřicha VII. se Fridrich stal důvěrníkem nového římskoněmeckého krále Ludvíka IV. Bavora, u jehož dvora zastával funkci tajného poradce. Hrál zásadní roli v Ludvíkově politice a podílel se na jeho vítězství v bitvě u Mühldorfu. Fridrich byl za své věrné služby římskému králi odměněn horním regálem na svých majetcích. Roku 1327 Bavora doprovázel na jeho římsko jízdě za císařskou korunou. V roce 1328 Ludvík Fridricha jmenoval říšským vikářem Etrurie. V roce 1331 Fridrich získal město Ansbach. O rok později zemřel. Zanechal po sobě mnoho dětí včetně svého nástupce Jana II., Albrechta Sličného, řezenského biskupa Fridricha a eichstättatského biskupa Bertholda.
Fridrich se vyznamenal jako velmi schopný hospodář. Na svém panství udržoval mír, zasloužil se o ekonomický vzestup svých měst a po svou ochranu přijal Židy.